# ارکیده خورشیدی کوهی
ارکیده خورشیدی کوهی (نام علمی: Thelymitra alpina) نام یک گونه از سرده ارکیده‌های خورشیدی است.